# アンテ・コヴィッチ
アンテ・コヴィッチ（Ante Covic, 1975年6月13日 - ）は、オーストラリア・シドニー出身のサッカー選手。元オーストラリア代表。現役時代のポジションはゴールキーパー。姓はルーツであるクロアチア語に基づきチョヴィッチとも表記される。

## 経歴

### クラブ
スウェーデン、ギリシャ、クロアチアでのプレー経験がある。

#### ニューカッスル・ジェッツ
2006年12月、ハインドマーシュ・スタジアムで行われたアデレード・ユナイテッドFC戦でAリーグデビューとなったが、3対2で敗れた。

#### ウェスタン・シドニー
2012年からウェスタン・シドニー・ワンダラーズFCに移籍した。AFCチャンピオンズリーグ2014ではクラブの初優勝に貢献して大会最優秀選手賞を受賞した。
2015年5月に退団することを発表した。

#### ロックデイル
2015-16シーズン限りで契約満了に伴いパース・グローリーFCを退団。2017年1月17日、NPL NSWのロックデイル・シティ・サンズFCに加入することが発表された。

### 代表
オーストラリア代表としては30歳でデビューを果たした。2006 FIFAワールドカップではオーストラリア代表の第3GKを務めた。

## 代表歴
- オーストラリア代表
  - 2006年2月22日 - A代表初出場 (AFCアジアカップ2007・予選) - バーレーン代表戦
  - 2006年 ワールドカップ （ベスト16）

### 試合数
- 国際Aマッチ 2試合 0得点（2006年-2008年）[2]

| オーストラリア代表 | 国際Aマッチ | 国際Aマッチ |
| 年                 | 出場        | 得点        |
| ------------------ | ----------- | ----------- |
| 2006               | 1           | 0           |
| 2007               | 0           | 0           |
| 2008               | 1           | 0           |
| 通算               | 2           | 0           |

## タイトル

### クラブ
PAOK
- キペロ・エラーダス : 2000-01

ニューカッスル・ジェッツ
- Aリーグ : 2007-08

ウェスタン・シドニー
- AFCチャンピオンズリーグ : 2014

### 個人
- AFCチャンピオンズリーグ最優秀選手賞 : 2014
- AFCチャンピオンズリーグ・ドリームチーム : 2014